# 천수 (무주)
천수(天授, 측천문자 : 𠀑𥢓, 690년 9월 ~ 692년 3월)는 무주(武周) 성신제(聖神帝) 측천무후(則天武后) 무조(武曌)의 첫번째 연호이다. 1년 7개월 동안 사용하였다. 

## 개원
- 당(唐) 재초(載初) 원년 9월 9일[1](690년 10월 16일)에 무주 개국 후, 연호를 천수(天授)로 개원함.[2][3][4][5]

- 천수(天授) 3년 4월 1일[6](692년 4월 22일)에 연호를 여의(如意)로 개원함.[2][3][7][5]

## 연대 대조표
| 천수 | 서기(西紀)              | 간지(干支) |
| 원년 | 689년 11월 ~ 690년 10월 | 경인(庚寅) |
| 2년  | 690년 11월 ~ 691년 10월 | 신묘(辛卯) |
| 3년  | 691년 11월 ~ 692년 10월 | 임진(壬辰) |

## 삭일(1일)
| 천수 원년 (690년) | 삭일 (음력) | 율리우스력      | 천수 2년 (691년) | 삭일 (음력) | 율리우스력     | 천수 3년 (692년) | 삭일 (음력) | 율리우스력      |
| 정월 (11월)       | 경진 (庚辰) | 689년 12월 18일 | 정월 (11월)      | 계유 (癸酉) | 690년 12월 6일 | 정월 (11월)      | 무진 (戊辰) | 691년 11월 26일 |
| 납월 (12월)       | 기유 (己酉) | 690년 1월 16일  | 납월 (12월)      | 계묘 (癸卯) | 691년 1월 5일  | 납월 (12월)      | 정유 (丁酉) | 12월 25일       |
| 1월               | 기묘 (己卯) | 2월 15일        | 1월              | 계유 (癸酉) | 2월 4일        | 1월              | 정묘 (丁卯) | 692년 1월 24일  |
| 2월               | 무신 (戊申) | 3월 16일        | 2월              | 계묘 (癸卯) | 3월 6일        | 2월              | 정유 (丁酉) | 2월 23일        |
| 3월               | 무인 (戊寅) | 4월 15일        | 3월              | 임신 (壬申) | 4월 4일        | 3월              | 정묘 (丁卯) | 3월 24일        |
| 4월               | 정미 (丁未) | 5월 14일        | 4월              | 임인 (壬寅) | 5월 4일        | 4월              | 병신 (丙申) | 4월 22일        |
| 5월               | 병자 (丙子) | 6월 12일        | 5월              | 신미 (辛未) | 6월 2일        | 5월              | 병인 (丙寅) | 5월 22일        |
| -                 | -           | -               | -                | -           | -              | 윤5월            | 을미 (乙未) | 6월 20일        |
| 6월               | 병오 (丙午) | 7월 12일        | 6월              | 경자 (庚子) | 7월 1일        | 6월              | 갑자 (甲子) | 7월 19일        |
| 7월               | 을해 (乙亥) | 8월 10일        | 7월              | 경오 (庚午) | 7월 31일       | 7월              | 갑오 (甲午) | 8월 18일        |
| 8월               | 갑진 (甲辰) | 9월 8일         | 8월              | 기해 (己亥) | 8월 29일       | 8월              | 계해 (癸亥) | 9월 16일        |
| 9월               | 갑술 (甲戌) | 10월 8일        | 9월              | 무진 (戊辰) | 9월 27일       | 9월              | 임진 (壬辰) | 10월 15일       |
| 10월              | 갑진 (甲辰) | 11월 7일        | 10월             | 무술 (戊戌) | 10월 27일      | 10월             | 임술 (壬戌) | 11월 14일       |

## 같이 보기
- 다른 왕조의 같은 연호
  - 고려(高麗) 천수(天受, 918년 ~ 933년)
  - 대리국(大理國) 천수(天受, 1096년)
  - 일본(日本) 덴주(天受, 1375년 ~ 1381년)
- 중국의 연호 목록